# Laura Rus
Laura Roxana Rus (n. 1 octombrie 1987, Bocșa, România) este o fotbalistă română.

## Carieră
Ea s-a născut în Bocșa și a studiat la Universitatea din Reșița, unde a jucat pentru echipa universitară de handbal. Ea a jucat pentru Pandurii Târgu Jiu în România, Liga I, Fortuna Hjørring⁠(d) în liga daneză Elitedivisionen⁠(d), Apollon Ladies F.C.⁠(d) din Limassol, Cipru, în Liga Campionilor în 2010 și 2011, WK League (primul eșalon feminin al fotbalului din Coreea de Sud), în primă ligă italiană, la Sassuolo⁠(<span title="A.S.D. Sassuolo Calcio Femminile|Sassuolo la Wikidata">d), nou-promovată în Serie A, la Hellas Verona,, la RSC Anderlecht, Belgia și la Fortuna Becicherecu Mic.
În 2011, a dat probe la clubul Everton Ladies⁠(d) din liga engleză FA Women's Super League⁠(d). Cu formația din Limassol ea a participat la Liga Campionilor și a câștigat în sezonul 2012-2013 titlul de cea mai bună marcatoare, marcând 11 goluri.
Rus a fost membră a Echipei Naționale a României. După 140 de meciuri s-a retras din naționala în 2023.

## Palmares
- Cupa României: 2007
- Campionatul Ciprului: 2010, 2011, 2012, 2013
- Campionatul Danemarcei: 2014
- Cupa Danemarcei: 2014
- Campionatul Belgiei: 2020
- Cupa Belgiei: 2020

## Legături externe
- LAURA RUS: UN NOUĂ DE ZECE la fotbalfemininromania.ro
- Profilul lui Laura Rus pe Soccerway